# Aberdeen (Maryland)
Aberdeen è un comune degli Stati Uniti d'America, nella contea di Harford nello Stato del Maryland.